# Методий Лолов
Методий Василев Лолов е български журналист и писател, изявявал се и под псевдонима Бранимир Ясминов.

## Биография
Методий Лолов е син на Васил Атанасов Лолов и Минка Въжарова. Роден е в Айтос, където по това време баща му е бил учител.
Средното си образование завършва в Сливен, занимавайки се старателно с цигулка. Взима участие в работнически вечеринки, покрай което у него се развива прогресивен мироглед.
Заминава за Франция, при брат си, който е лекар там, с идеята да стане професионален цигулар, но поради липса на средства не успява да осъществи мечтата си. Човек с изтънчена душевност, той не се примирява, връща се в България, учителства и завършва школа за запасни офицери. Отново отива в чужбина и завършва право с докторска степен в Белгия. Взима участие в Балканската война и Първата световна война.
През 1915 г. е на дипломатическа работа в Петроград в състава на българската легация при пълномощния министър Маджаров. Там се запознава с доктор Кръстю Раковски и със сестра му Ана, която по-късно му става кума. Близък е и с артиста Петър Райчев. 

През Балканската война е ранен на фронта. Съмишленици го предупреждават, че има заповед да бъде убит. Поради тази опасност, дезертира с взвода си на страната на французите. Това се случва около град Кукуш.
По време на пленничеството си сътрудничи на редица вестници, тъй като е полиглот – знае италиански, френски и руски. След войната остава на работа в Италия, като банков чиновник. Става член на италианската социалистическа партия. Сътрудничи на вестник „Ил пополо“ (Народът)-орган на партията.
Брат му Атанас, лекар и зъболекар е близък на Стамболийски и му издейства назначение в София. Методий, вече женен за италианката Джулия Рампола Дел Тиндеро, се връща в София.
Падането на правителството на Стамболов и атентатът в църквата „Света Неделя“ създават несигурност за двамата братя Лолови и те отново напускат България. В чужбина Методий често е без работа. Превежда и пише на хонорар. През 1926 г. се връща в България. Трудно намира работа, защото вече е известен, като антифашист. Изгонването му от Италия от Мусолини става известно сред ръководните среди. През 1928 г. започва работа, като банков чиновник в град Варна. По-късно се връща в София и работи в частна фирма, а след това във фирмата на зет си – Текстилно Акционерно дружество „Илия Г. Калов“. След 9 септември е на работа в министерството на социалните грижи, където се пенсионира, като началник на служба.

## Публикации
Първата публикация на Методи Лолов е във вестник „Демократически преглед“ през 1911 г., чийто главен редактор е Тодор Влайков. Често се подписва с псевдонима си Бранимир Ясминов.
Превежда стихотворения и проза от различни езици. Сътрудничи на вестниците „Пряпорец“, „Камбана“, „Българан“, „Народ“, „Развигор“, „Епоха“, „Неделина епоха“, „Вестник на жената“. списанията „Яснина“, „Обществена мисъл“, „Нов свят“ и други. Дава статии за чуждестранната преса, отзиви за чуждата литература, най-вече за италианската. Продължава да сътрудничи на „Ил пополо“ и на „Журнал до Женев“. Под негова редакция излиза книгата „Животът на Христа“ от италианеца Джовани Папини. През 1941 г. издава един том свои разкази „Разкази“. След 9 септември 1944 г. пише във вестниците „Отечествен фронт“, „Изгрев“, „Нов живот“, списание „Щурмовак“ и други. Неговият личен архив е предаден от съпругата му в Държавен исторически архив, София.

## Разкази
На български
„Трезвеност и чревоугодие“, „На гробищата“, „Капитан Данаилов“, „Един живот“, „Добри другари“, „Взаимопомощ“.
На френски
„Страст“ (Пасион), „Rabindranath Tagore“ (философската му концепция), „Политика рустикана“ (за село Медвен през турско време). „Убежището и мисълта“, „В бюрото“, „Небе и зема“, „Не унивай“, „Момчетата“, „Смъртта на клисаря“, „Система Д“, „Силата на илюзията“, „Тракийският въпрос“, „Арабският въпрос“, „Градовете на Анадола“, „Арменският въпрос“.